# Miguel Ayuso Guixot
Miguel Ángel Ayuso Guixot (Sevilla, 1952. június 17. –‎ Róma, 2024. november 25.) spanyol komboniánus szerzetes, katolikus pap, a Vallásközi Párbeszéd Dikasztériuma elnöke, bíboros.

## Életrajza

### A kezdetek, tanulmányai
1980. május 2-án tette le örökfogadalmát a Jézus Szent Szívének Komboniánus Misszionáriusa tagjaként. 1982. szeptember 20-án szentelte pappá José María Bueno y Monreal bíboros. 1982-ben szerzett licenciátust arab és iszlám tanulmányokból a római Arab és Iszlám Tanulmányok Pápai Intézetében (PISAI). 1982 és 2002 között misszionárius volt Egyiptomban és Szudánban.
1989-től kezdve az iszlám tanulmányok professzora volt előbb Kartúmban, majd Kairóban, 2005 és 2012 között pedig a PISAI elnöke. Vallásközi megbeszéléseket vezetett Egyiptomban, Szudánban, Kenyában, Etiópiában és Mozambikban.
A Granadai Egyetemen szerzett doktori címet dogmatikus teológiából 2000-ben.
2007. november 20-án XVI. Benedek pápa kinevezte a Vallásközi Párbeszéd Pápai Tanácsa konzultorává, majd 2012. június 30-án a pápa kinevezte a Tanács titkárának. Ferenc pápa 2014. március 29-én megerősítette titkári kinevezését. 2010-ben a Közel-Keletért felelős püspöki szinódus különleges auditorává nevezték ki.

### Püspöki pályafutása
2016. január 29-én Ferenc pápa kinevezte őt Luperciana címzetes püspökévé és március 19-én püspökké szentelte a Szent Péter-bazilikában.
Ő volt a Vatikán legfőbb képviselője a kairói Al-Azhar mecset Ahmed el-Tayeb nagyimámjával folytatott párbeszéd helyreállításában, amely 2011-ben megszakadt. Beszámolt arról, hogy a felek „a béke előmozdítását célzó közös kezdeményezésekre”, a vallási oktatáshoz való jogra és a vallásszabadság kérdésére összpontosítottak, és olyan megállapodásra törekedtek, amely „az állampolgársághoz való szent jog” mindenki számára, vallásra való tekintet nélkül megteremti. Munkája a nagyimám és Ferenc pápa által 2019 februárjában Abu-Dzabiban kiadott közös nyilatkozatban – Dokumentum az emberi testvériségről – csúcsosodott ki.
Ayuso Guixot a Szentszéket a 2012-es bécsi alapítása óta a Szaúd-Arábia, Ausztria és Spanyolország közös kezdeményezésére létrejött Abdullah ibn Abdul-Aziz király Nemzetközi Központ a Vallások és Kultúrák Közötti Dialógusért (KAICIID) igazgatótanácsának tagjaként képviseli.
2019. május 25-én Ferenc pápa a Vallásközi Párbeszéd Pápai Tanácsa elnökévé, 2019. augusztus 6-án pedig a Keleti Egyházak Kongregációja tagjává nevezte ki.
2019. október 5-én Ferenc pápa bíborossá kreálta és a San Girolamo della Carità templomot jelölte ki címtemplomául bíboros diakónusi rangban. 2020. február 21-én a Keleti Egyházak Kongregációjának, 2020. november 17-én a Népek Evangelizálása Kongregáció, valamint 2024. február 17-én a Szenttéavatási Ügyek Dikasztériuma tagjává nevezték ki.
2024. november 25-én, 72 éves korában, hosszú betegség után a római Gemelli kórházban halt meg. 

## Címer
|                     | Jelmondat: Secundum misericordiam Tuam A te irgalmad szerint |
| Korábbi változatok: |                                                              |